# Боклер, Мюррей, 14-й герцог Сент-Олбанс
Мюррей де Вер Боклер (англ. Murray de Vere Beauclerk; родился 19 января 1939) — английский аристократ, 14-й герцог Сент-Олбанс, 14-й граф Бёрфорд, 14-й барон Хеддингтон и 11-й барон Вер из Хэмворта с 1988 года (в 1964—1988 годах носил титул учтивости граф Бёдфорд). Сын Чарльза Боклера, 13-го герцога Сент-Олбанса, генерал-губернатор Королевского общества Стюартов с 1989 года.

## Биография
Мюррей Боклер родился 19 января 1939 года и стал единственным сыном Чарльза Боклера, 13-го герцога Сент-Олбанса, от первого брака с Натали Чатем Уокер. Он учился в Тонбриджской школе в Кенте, в 1962 году получил диплом бухгалтера. В 1988 году, после смерти отца, Мюррей унаследовал семейные владения и титулы и занял место в Палате лордов как 14-й герцог Сент-Олбанс. С 1989 года он является генерал-губернатором Королевского общества Стюартов. Герцог стал также почётным гражданином Лондонского сити и ливрейным служащим Почтенной компании драпировщиков.
Мюррей Боклер был трижды женат. 31 января 1963 года он женился на Розмари Фрэнсис Скунс, дочери доктора Фрэнсиса Гарольда Скунса и Роуз Фрэнсис Каллис, родившей ему двух детей: Эмму Кэролайн де Вер Боклер (родилась 22 июля 1963), жену Дэвида Крейга Шоу Смелли, и Чарльза (родился 22 февраля 1965), получившего в 1988 году титул учтивости граф Бёдфорд.
Боклеры развелись в 1974 году. Годом позже Розмари вышла за Пола Пеллью, 10-го виконта Эксмута и 9-го маркиза Олиаса. Боклер 29 августа 1974 года женился на Синтии Терезе Мэри Говард, дочери подполковника Уильяма Джеймса Холдсворта Говарда, прежде жене сэра Энтони Робина Мориса Хупера, 2-го баронета. В 2001 году герцог развёлся и со второй женой. Этот брак остался бездетным.
14 декабря 2002 года в Лондоне герцог женился в третий раз — на Джиллиан Аните Нортэм, дочери подполковника Сирила Джорджа Реджинальда Нортэма, прежде жене Филипа Несфилда Робертса. Этот брак тоже остаётся бездетным.